# Собор Святого Юра
Архикафедральный собор Святого Юра — главный грекокатолический собор Львова, главная святыня Украинской грекокатолической церкви. На его территории долгое время находилась резиденция митрополитов УГКЦ. Расположен на площади Святого Юра, 5.

## История
Первый храм находился на горе, впоследствии названной Святоюрской, ещё в княжеские времена. Православный деревянный храм и оборонный монастырь были построены при князе Льве Даниловиче около 1280 года. После уничтожения обоих сооружений польским королём Казимиром III (1340) на этом месте был возведён в 1363—1437 годах новый православный храм — каменный трёхапсидный храм-базилика в византийском стиле.
Святоюрский собор, сооружённый в 1744—1770 годах, представляет собой классический образец архитектуры периода барокко. Строительство было начато в 1744 году по проекту Бернарда Меретина, после смерти которого работами руководил С. Фесингер (до 1764). Отделочные работы закончены в 1772 году. На фасаде находятся скульптуры работы Иоганна Пинзеля; интерьер украсили скульпторы С. Фесингер и М. Филевич, художники Л. Долинский и Ю. Радивиловский.
Напротив собора расположены палаты грекокатолического митрополита (1772, архитектор К. Фесингер). Вокруг палат находятся капитульные дома (XIX в.) и изгородь с двумя воротами (1765). Во дворе построена колокольня (1865). К комплексу примыкает сад собора Святого Юра.
Со времени своей постройки храм принадлежал униатскому ордену василиан, а в 1816 году здесь разместился грекокатолический архиепископ. В 1946 году собор был передан Русской православной церкви; в 1990 году возвращён УГКЦ. В апреле 1991 года сюда вернулся глава УГКЦ кардинал Мирослав-Иоанн Любачивский. В августе — сентябре 1992 года в крипте собора рядом с гробницами митрополитов Андрея Шептицкого (1865—1944) и Сильвестра Сембратовича (1836—1898) похоронены останки кардинала Иосифа Слипого (1892—1984). Ранее на территории первой церкви на Святоюрской горе были захоронены останки князя Ярослава Осмомысла.
- Кафедральный собор Святого Юра во Львове
- Митрополичьи палаты
- Пасхальное освящение водой в соборе Святого Юра